# C20H29N3O2
化学式C30H29N3O2（摩尔质量：343.471 g/mol）可以指：
- 辛可卡因，CAS号：85-79-0
- ADBICA（ADB-PICA），CAS号：1445583-48-1

|  | 这个同类索引页列出了具有相同分子式的化学物（即同分異構體）条目。 除非您是有意链接至本页，否则应将相应条目的内部链接指向正确的条目。 |